# Мустафетов, Есенгельды Абельмазинович
Есенгельды Абельмазинович Мустафетов (каз. Есенгелді Әбілмазинұлы Мұстафетов; 9 апреля 1943 — 3 апреля 2021) — деятель советских и казахских спецслужб, генерал-майор КГБ СССР и КНБ Республики Казахстан. Руководитель операции по освобождению захваченных в Кызылординской области в автобусе заложников, произошедшей 23 февраля 1992 года в аэропорту Чимкента. Доктор юридических наук, профессор, почётный сотрудник госбезопасности.

## Биография

### Ранние годы
Родился 9 апреля 1943 года в селе Калугино Северо-Казахстанской области. Обучался в Соколовской средней школе: с собственных слов, он часто заикался и его не вызывали к доске, из-за чего он обиделся и сорвал выпускной вечер, отказавшись явиться на спектакль, в котором должен был играть хулигана. Окончил школу в 1960 году, позже работал разнорабочим. Проходил срочную службу в 1962—1965 годах, позже окончил юридический факультет Таджикского государственного университета (учился в 1965—1969 годах), работал помощником прокурора города Душанбе. Доктор юридических наук, профессор (кандидатскую и докторскую диссертации защитил в Москве).

### Служба в КГБ СССР
В органах безопасности с 1969 года, начинал службу в должности младшего оперуполномоченного КГБ Таджикской ССР. Позже занимал должности начальника отдела КГБ Казахской ССР и заместителя начальника УКГБ Казахской ССР по Восточно-Казахстанской области. Работал, в частности, начальником 2-го отдела 5-го управления КГБ Казахской ССР. В 1982 году одна из статей авторства Мустафетова, посвящённая работе КГБ Казахской ССР с диссидентами из числа казахстанских немцев, была опубликована в сборнике «Труды Высшей школы КГБ».
До 1988 года занимал пост старшего инспектора Инспекторского управления КГБ СССР. В 1988—1991 годах — начальник Управления КГБ Казахской ССР по Чимкентской области. В 1991 году приказом председателя КГБ СССР Вадима Бакатина был назначен первым заместителем начальника Инспекторского управления КГБ СССР, но не был утверждён в должности указом президента СССР Михаила Горбачёва. В том же году член Политбюро ЦК КПСС Нурсултан Назарбаев рекомендовал кандидатуру Мустафетова на должность заместителя председателя КГБ СССР. Генерал-майор (12 декабря 1978).
С 1989 года стараниями Мустафетова и ряда сотрудников управления КГБ по Чимкентской области были обнародованы документы о фактах политических репрессий в сталинскую эпоху: в частности, в документах содержались сведения о лицах, расстрелянных во время «Большого террора» и захороненных в овраге Лисья балка в Чимкентской области. Личные документы, изъятые из дела Владимира Ивановича Бухарина, брата советского государственного и партийного деятеля Николая Ивановича Бухарина, Мустафетов лично передал семье Бухариных. Эти и другие мероприятия проводились в соответствии с изданным в 1989 году Указом Верховного Совета СССР «О дополнительных мерах по восстановлению справедливости в отношении жертв репрессий, имевших место в период 30-40-х и в начале 50-х годов».

### Операция «Набат»
Генерал Мустафетов был одним из руководителей операции под кодовым названием «Набат» по освобождению пассажиров автобуса, взятых в заложники в феврале 1992 года бандой беглых рецидивистов: бандиты потребовали транспортный самолёт для вылета за границу в обмен на жизни заложников. В ходе операции автобус приехал в аэропорт Чимкента, где его взяли штурмом оперативники группы «А»: никто из заложников не пострадал, а бандиты были застрелены. После завершения операции Мустафетов провёл пресс-конференцию в здании управления КГБ Республики Казахстан по Чимкентской области в здании по улице Советской (ныне улица Казыбек би): по его словам, план операции сотрудники отрабатывали в городском автопарке.
Считается, что в критический момент именно он дал команду начать штурм автобуса в аэропорту Чимкента, несмотря на риск того, что в результате операции могли пострадать заложники. По его словам, он был готов как к увольнению из органов, так и к возбуждению уголовного дела в случае, если среди заложников будут жертвы. Тем не менее Мустафетова неоднократно обвиняли в том, что участники операции не получили никаких государственных наград, хотя его личные рапорты в КНБ по этому поводу постоянно игнорировались. Вопрос был урегулирован только в 2012 году, когда по распоряжению главы КНБ Нуртая Абыкаева всех участников штурма автобуса наградили ведомственными медалями. Сам Мустафетов при этом неоднократно жаловался, что во многих публикациях, посвящённых операции, подчёркивалась именно роль начальника Управления КГБ по Кызылординской области Михаила Дауенова, а Мустафетова в лучшем случае упоминали как второстепенного участника событий.

### Последующие годы
Мустафетов продолжил службу в Комитете национальной безопасности Республики Казахстан, занимал посты начальника департаментов КНБ по Чимкентской и Атырауской областям. Был депутатом Верховного Совета Республики Казахстан XII созыва, действовавшего в 1990—1993 годах, избран от Туркестанского избирательного округа № 267 Чимкентской области. Входил в Комитет по национальной безопасности и обороны Верховного Совета Республики Казахстан, а также в Межпарламентскую ассамблею СНГ. В отставке с 1998 года.
После отставки занимался бизнесом, в 1998 году стал вице-президентом компании «Сибирский алюминий» (его пригласил один из бывших сотрудников КГБ СССР). Учредитель московских компаний «РассА», «Максимал 576», «Лагрона», «АКТ и ФПУ», «Транстальинвест» и уфимской компании «Адиль-Факел». Занимал пост советника генерального директора ООО «Акойл».
В 2001 году вышла повесть «Не встречайтесь с первой любовью» авторства Мустафетова. До декабря 2008 года возглавлял диссертационный совет Российской Федерации по проблемам оперативно-розыскной деятельности. Позже вернулся в Казахстан, проживал в городе Астана. Опубликовал в 2017 году мемуары «Честь имею, или Набаты жизни».
Умер 3 апреля 2021 года.

## Личная жизнь
Отец — Абельмазин (Гыйлмжан), знал наизусть Коран и шариат, пользовался уважением в селе. Вернулся с Великой Отечественной войны тяжело больным и умер во время сельскохозяйственных работ. Мать — Кульсум. В семье было по меньшей мере пятеро детей, из них две дочери, Ырысты и Балкия, умерли от голода после смерти Абельмазина. На семейном совете было решено выдать Кульсум за другого фронтовика, Дюсена. Её старший сын, 17-летний Закрия, трудившийся в колхозе, в знак протеста против этого ушёл из дома, и его позже даже признали умершим. Снова Закрия появился дома только через много лет, когда Есенгельды уже учился в 10 классе.
Есенгельды был женат (супруга — Патима Кулахметова, в разводе). Старшая дочь — Малика, окончила МГУ, проживала в Москве и работала на московской таможне. В 1992 году в возрасте 23 лет она была убита бандитами в собственной квартире, которые при этом не забрали ничего из личных вещей девушки. По мнению отца, убийство Малики произошло через месяц после штурма автобуса в Чимкенте и стало местью преступного подполья за то, что сотрудники спецслужб справились со своей задачей. В 2002 году в казахских СМИ появились сообщения, что в ходе некоей спецоперации министр внутренних дел Казахстана Каирбек Сулейменов лично застрелил убийцу Малики.

## Награды
- Нагрудный знак «Почётный сотрудник госбезопасности»[2][5]
- 8 медалей СССР[2][5]
- Почётный сотрудник органов национальной безопасности[5]
- наградное оружие (пистолет Макарова)[5]
- орден Святого Станислава — общественная награда[5], вручена от имени первого заместителя Юрия Лужкова[4]

## Публикации
- Абдрахманов С. К., Мустафетов Е. А. Методика оказания политически выгодного влияния органов КГБ на эмиграционные процессы среди граждан немецкой национальности (из опыта работы КГБ Казахской ССР) // Труды Высшей школы КГБ. — 1982. — № 25. — С. 175—182.
- Мустафетов Е. А. Не встречайтесь с первой любовью. — М.: Светлый СТАН, 2001. — 191 с.

## Комментарии
1. ↑  В некоторых источниках отчество указано как Абельзаминович[3][4].
2. ↑  По другим данным — в 1989—1993 годах[1].